# Rob Schoorl
Rob Schoorl (Purmerend, 19 januari 1983), is een Nederlands schaker met de Fide Meester-titel.

## Schaakcarrière
Schoorl behaalde als jeugdschaker op het Nederlands Kampioenschap tot en met twintig jaar in 2003 te Schagen met 6,5 punt uit 9 partijen de derde plaats achter Rick Lahaye en Jan Werle. In 2005 nam hij deel aan het Amsterdam Chess Tournament waar hij met 5 punten uit 9 partijen tegen een gemiddelde tegenstand van 2428 zijn eerste meesternorm haalde. Tijdens het Univé Open van 2011 te Hoogeveen behaalde hij met 6 punten uit 9 partijen tegen een gemiddelde tegenstand van 2362 zijn tweede meesternorm. Hij speelde daar remise tegen het Oekraïense wonderkind GM Ilya Nyzhnyk en won van GM John van der Wiel. In het BDO Challenger Tournament 2012 te Haarlem behaalde hij met 6 punten uit 9 partijen tegen een gemiddelde tegenstand van 2337 zijn derde meesternorm. Sinds 2011 is hij ook actief als schaaktrainer en heeft de Schaaktrainer 3 licentie van Koninklijke Nederlandse Schaakbond.